# Youhanna Boutros Al-Hajj
Youhanna Al-Hajj (in arabo: يوحنا بطرس الحاج; Dlebta, 1º novembre 1817 – Bkerké, 24 dicembre 1898), eparca di Baalbek e patriarca della Chiesa maronita con il nome di Youhanna XII Boutros (in italiano: Giovanni Pietro).

## Biografia
Nato nel villaggio di Dlebta (distretto di Kisrawan) in Libano il 1º novembre 1817, frequentò gli studi teologici nel seminario di Ain-Warka e venne ordinato sacerdote il 26 dicembre 1839.
Laureatosi in seguito in diritto islamico, il 10 maggio 1844 fu nominato giudice civile nel Monte Libano, incarico che mantenne fino al 1855, quando divenne segretario di Paolo Brunoni, legato apostolico della Siria. Durante la guerra civile libanese del 1860, che vide opposti Maroniti e Drusi, si rifugiò a Beirut.
Il 10 agosto 1861 venne consacrato eparca di Baalbek. Nel 1876 accompagnò il patriarca Boulos Boutros Massaad nel suo viaggio in Europa, durante il quale visitò le città di Roma, Parigi e Costantinopoli.
Alla morte del patriarca Massaad, il sinodo dei vescovi maroniti lo scelse come nuovo patriarca il 28 aprile 1890; egli assunse il nome di  Youhanna XII Boutros; fu intronizzato il 4 maggio successivo e venne confermato dalla Santa Sede nel concistoro del 23 giugno.
Egli trasformò l'antico monastero di Bkerké in residenza invernale del patriarcato. Incaricò inoltre l'arcivescovo di Arca e futuro patriarca Elias Hoayek di raccogliere i fondi necessari per la costruzione di una residenza maronita a Gerusalemme e per la costruzione del nuovo seminario maronita di Roma, che sarebbe stato inaugurato nel 1893. Fu un tenace sostenitore delle missioni latine in Oriente.
Morì a Bkerké il 24 dicembre 1898.

## Genealogia episcopale e successione apostolica
La genealogia episcopale è:
- Patriarca Youhanna Bawab
- Patriarca Jirjis Rizqallah
- Patriarca Stefano Douayhy
- Patriarca Yaaqoub Boutros Awwad
- Patriarca Semaan Boutros Awwad
- Patriarca Youssef Boutros Estephan
- Patriarca Youhanna Boutros Helou
- Patriarca Youssef Boutros Hobaish
- Patriarca Boulos Boutros Massaad
- Patriarca Youhanna Boutros Al-Hajj

La successione apostolica è:
- Vescovo Giovanni Murad (1892)
- Arcivescovo Nematalla Seluan (1892)
- Arcivescovo Joseph Estefan (1896)
- Arcivescovo Paul Awad (1896)